# جرج بوربا
جرج بوربا (به انگلیسی: George Borba) هافبک اهل اسرائیل است که از سال ۱۹۶۶ تا ۱۹۷۳ میلادی عضو تیم ملی فوتبال اسرائیل بوده و در ۳۷ بازی ملی حضور داشته است. جورج بوربا توانسته در بازی‌های ملی، ۷ گل به ثمر برساند.